# Vincent Piazza

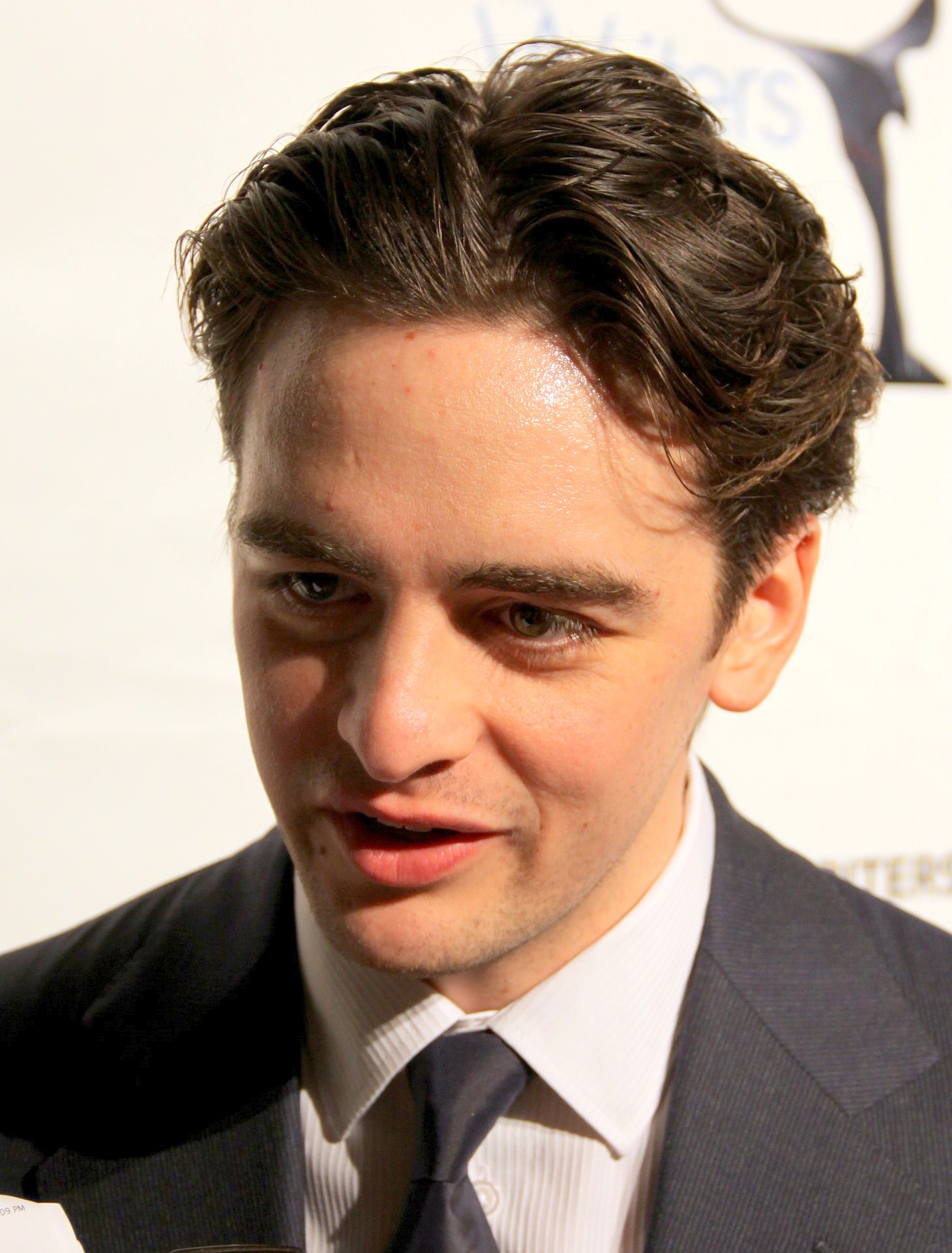
Vincent Piazza (2011)

Vincent Francis Piazza (* 25. Mai 1976 in Middle Village, Queens, New York City, New York) ist ein US-amerikanischer Schauspieler und Synchronsprecher. Einem breiten Publikum wurde er durch seine Rolle in der Fernsehserie Boardwalk Empire bekannt, für dessen Leistung er mehrfach ausgezeichnet wurde.

## Leben
Piazza wurde am 25. Mai 1976 in Middle Village in Queens geboren. Sein Vater wanderte in den späten 1960er Jahren von Italien in die Vereinigten Staaten ein, seine Mutter ist deutscher Abstammung. Er hat einen jüngeren Bruder und eine ältere Schwester. Piazza ist Absolvent der Archbishop Molloy High School und studierte später an der Villanova University. Der gebürtige New Yorker war jahrelang als Eishockeyspieler im Amateurbereich tätig, ehe ihn eine Schulterverletzung zum Aufhören zwang. Danach widmete sich er dem Schauspiel. In seiner Geburtsstadt lernte Piazza gemeinsam mit seinen Freunden LuLu Roche, Eden Rountree und James Badge Dale das Schauspiel.
Von Juni 2011 bis Ende 2012 war er etwa 18 Monate mit der Sängerin Ashlee Simpson liiert. Am 21. Mai 2018 gab er seine Verlobung mit der Schauspielerin Génesis Rodríguez bekannt. Kurze Zeit später trennte sich das Paar allerdings wieder.

## Karriere
Er begann seine Schauspielkarriere am New Yorker Off-Broadway und wirkte an Stücken wie Baby Steps, A Match Made in Manhattan oder Much Ado About Nothing mit. Sein Filmdebüt gab er 2005 in dem Kurzfilm Color of a Doubt: An Urban Fable. 2006 folgten Nebenrollen in den Spielfilmen Stephanie Daley und The Dawn, eine Episodenrolle in der Fernsehserie Criminal Intent – Verbrechen im Visier sowie eine Besetzung im Kurzfilm Back to the Front. Von 2006 bis 2007 mimte er außerdem die Rolle des Hernan O'Brien in der Fernsehserie Die Sopranos. 2007 übernahm er in der Filmkomödie Rocket Science die Rolle des Earl Hefner. Im selben Jahr war er als Tony in sechs Episoden der Fernsehserie Rescue Me zu sehen. Von 2010 bis 2014 stellte er die historische Rolle des Lucky Luciano in 56 Episoden der Fernsehserie Boardwalk Empire dar. Für seine Leistungen wurde er 2011 und 2012 als Teil des besten Schauspielensemble in einer Dramaserie mit dem Screen Actors Guild Award ausgezeichnet.
2014 spielte er im Clint-Eastwood-Film Jersey Boys die Rolle des Tommy DeVito. Im Folgejahr übernahm er die Rolle des Thomas im Film The Wannabe. Dank starker Leistungen wurde er im selben Jahr auf dem Oaxaca FilmFest zum besten Schauspieler gekürt. Für seine Leistungen in dem Film The Girl Who Invented Kissing von 2017 erhielt er Auszeichnungen als bester Nebendarsteller auf dem Golden Door Film Festival und dem New York City International Film Festival. Als Clark Richards wirkte er 2019 in zehn Episoden der Fernsehserie The Passage mit. 2020 spielte er die männliche Hauptrolle in 30 Grad unter Null – Gefangen im Schnee. Die weibliche Hauptrolle wurde von seiner Exfreundin Génesis Rodríguez verkörpert.

## Filmografie (Auswahl)

### Schauspiel
- 2005: Color of a Doubt: An Urban Fable (Kurzfilm)
- 2006: Stephanie Daley
- 2006: The Dawn
- 2006: Criminal Intent – Verbrechen im Visier (Law & Order: Criminal Intent, Fernsehserie, Episode 5x15)
- 2006: Back to the Front (Kurzfilm)
- 2006–2007: Die Sopranos (The Sopranos, Fernsehserie, 3 Episoden)
- 2007: Rocket Science
- 2007: Darjeeling (Kurzfilm)
- 2007: Goodbye Baby
- 2007: Tie a Yellow Ribbon
- 2007: Law & Order (Fernsehserie, Episode 17x21)
- 2007: Yeah No Definitely (Kurzfilm)
- 2007: HBO Voyeur Project (Mini-Serie)
- 2007: Rescue Me (Fernsehserie, 6 Episoden)
- 2008: Lange Beine, kurze Lügen und ein Fünkchen Wahrheit … (Assassination of a High School President)
- 2008: Boys Briefs 5: Schoolboys
- 2008: Blue Blood (Fernsehfilm)
- 2010: Polish Bar
- 2010–2014: Boardwalk Empire (Fernsehserie, 56 Episoden)
- 2014: 3 Nights in the Desert
- 2014: Jersey Boys
- 2015: The Wannabe
- 2015: Surviving Me: The Nine Circles of Sophie
- 2016: The Intervention
- 2017: The Girl Who Invented Kissing
- 2017: Never Here
- 2019: The Passage (Fernsehserie, 10 Episoden)
- 2020: 30 Grad unter Null – Gefangen im Schnee (Centigrade)
- 2020: 618 to Omaha (Kurzfilm)
- 2021: Explained: Geld (Money, Explained, Fernsehserie, Episode 1x01)
- 2022–2024: Tulsa King (Fernsehserie, 10 Episoden)

### Synchronisationen
- 2021: Pacific Rim: The Black (Animationsserie, Sprechrolle, 2 Episoden)
- 2024: Batman: Caped Crusader (Zeichentrickserie, 2 Episoden)

## Auszeichnungen
- 2011, 2012: Screen Actors Guild Award/Bestes Schauspielensemble in einer Dramaserie für Boardwalk Empire
- 2015: Bester Schauspieler beim für The Wannabe Oaxaca FilmFest
- 2017: Bester Nebendarsteller für The Girl Who Invented Kissing beim Golden Door Film Festival
- 2018: Bester Nebendarsteller für The Girl Who Invented Kissing beim New York City International Film Festival